# 五ノ日の会
五ノ日の会（ごのにちのかい）は、沖縄県選出の自由民主党所属の国会議員によって構成されているグループ。

## 概要
沖縄県選出の自民党国会議員のグループである。おもな活動としては、沖縄の農林水産業の発展や基地の問題などである。
第45回衆議院議員総選挙で沖縄県選出の衆議院議員が全員落選した事により現職国会議員は参議院議員の島尻安伊子以外誰もいなくなってしまった。
メンバーは以下の通り。
| 島尻安伊子（参1回、沖縄県選挙区） |